# Mirkovce
Mirkovce (węg. Mérk)  – wieś (obec) na Słowacji położona w kraju preszowskim, w powiecie Preszów.
Mirkovce powstały w wyniku połączenia wsi Nižné Mirkovce i Vyšné Mirkovce. Najstarsza pisemna wzmianka o miejscowości Nižné Mirkovce pochodzi z roku 1320, Vyšné Mirkovce po raz pierwszy wzmiankowano w 1764 roku.